# Jabłonowski

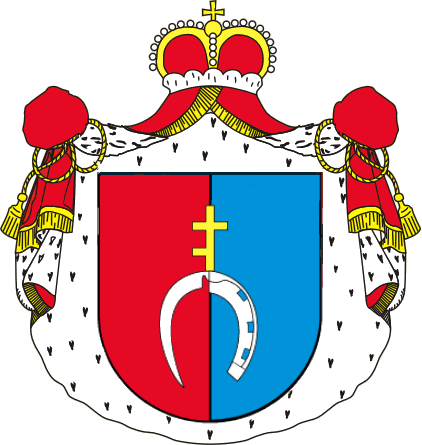
Das Adelswappen derer von Jabłonowski, Wappengemeinschaft Prus III

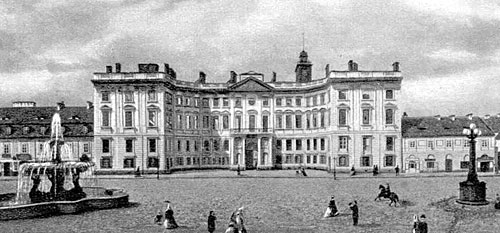
Jabłonowski-Palast in Warschau

Jabłonowski ist der Name eines polnischen Hochadelsgeschlechts, die weibliche Form des Namens lautet Jabłonowska.

## Geschichte
Das Geschlecht entstand, als im 16. Jahrhundert Mitglieder der Familie Wichulski die Herrschaft Jabłonowo Pomorskie erwarben und den Namen Jabłonowski annahmen. Die Familie wurde im 17. Jahrhundert durch Stanisław Jan Jabłonowski (1634–1702) bekannt, den Großhetman der Krone des Königreichs Polen und bedeutenden Heerführer, u. a. im Polnisch-Schwedischen Krieg von 1655 bis 1660, in der Schlacht am Kahlenberg 1683 und in der Schlacht bei Lwiw gegen die Tataren 1695. Bei der Wahl des Nachfolgers von König Johann III. Sobieski war er einer der Thronkandidaten. 1698 wurde er von Kaiser Leopold I. in den erblichen Fürstenstand erhoben.
Die Tochter von Stanisław Jan, Anna Jabłonowska (1660–1727), wurde zur Mutter des späteren polnischen Königs Stanislaus I. Leszczyński, welcher Schwiegervater des französischen Königs Ludwig XV. war.
Zu den Besitzen der Familie zählten der Jabłonowski-Palast und das Palais Sanguszko in Warschau.

## Namensträger
Bekannte Träger dieses Namens waren:
- Stanisław Jan Jabłonowski (1634–1702), Großhetman der Krone des Königreichs Polen, Feldherr
- Jan Stanisław Jabłonowski (Kanzler) (1669–1731), polnischer Politiker und Schriftsteller des Barocks
- Józef Aleksander Jabłonowski (1711–1777), polnischer Magnat, Gelehrter und Mäzen
- Anna Jabłonowska (1728–1800), Agrarreformerin
- Antoni Barnaba Jabłonowski (1732–1799), 1760 Woiwode von Posen, 1782 Kastellan von Krakau, Starost von Międzyrzecze, Busko-Zdrój, Świecie und Czehryn, Erbauer des Jabłonowski-Palasts
- Felix Fürst Jablonowski (1808–1857), österr. Feldmarschall-Lieutenant

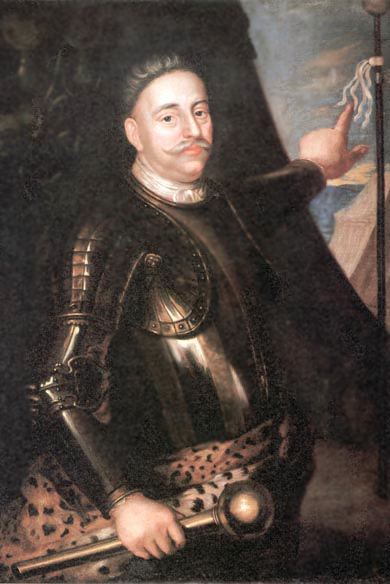
Stanisław Jan Jabłonowski (1634–1702)
Anna Leszczyńska geb. Jabłonowska (1660–1727)
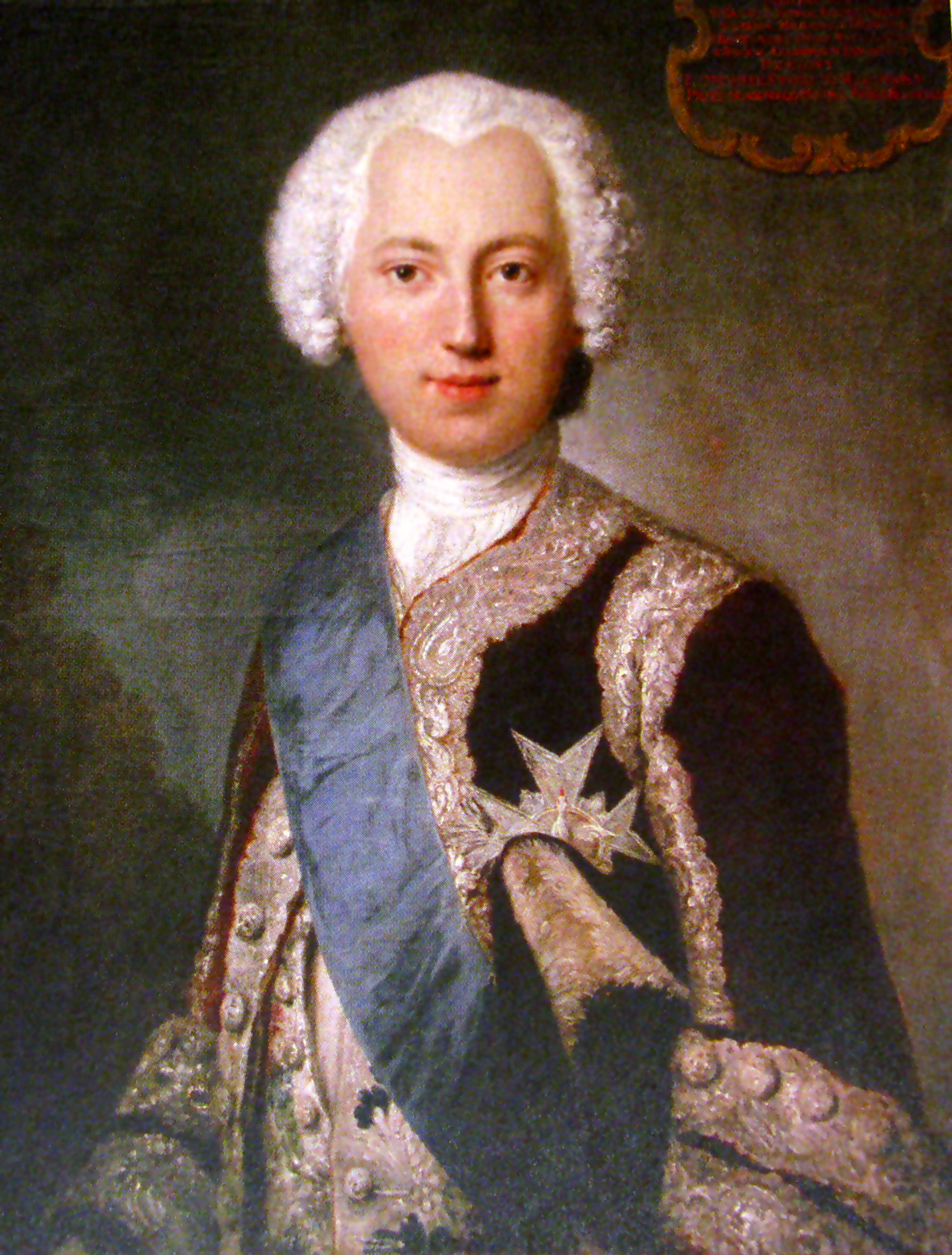
Józef Aleksander Jabłonowski (1711–1777)
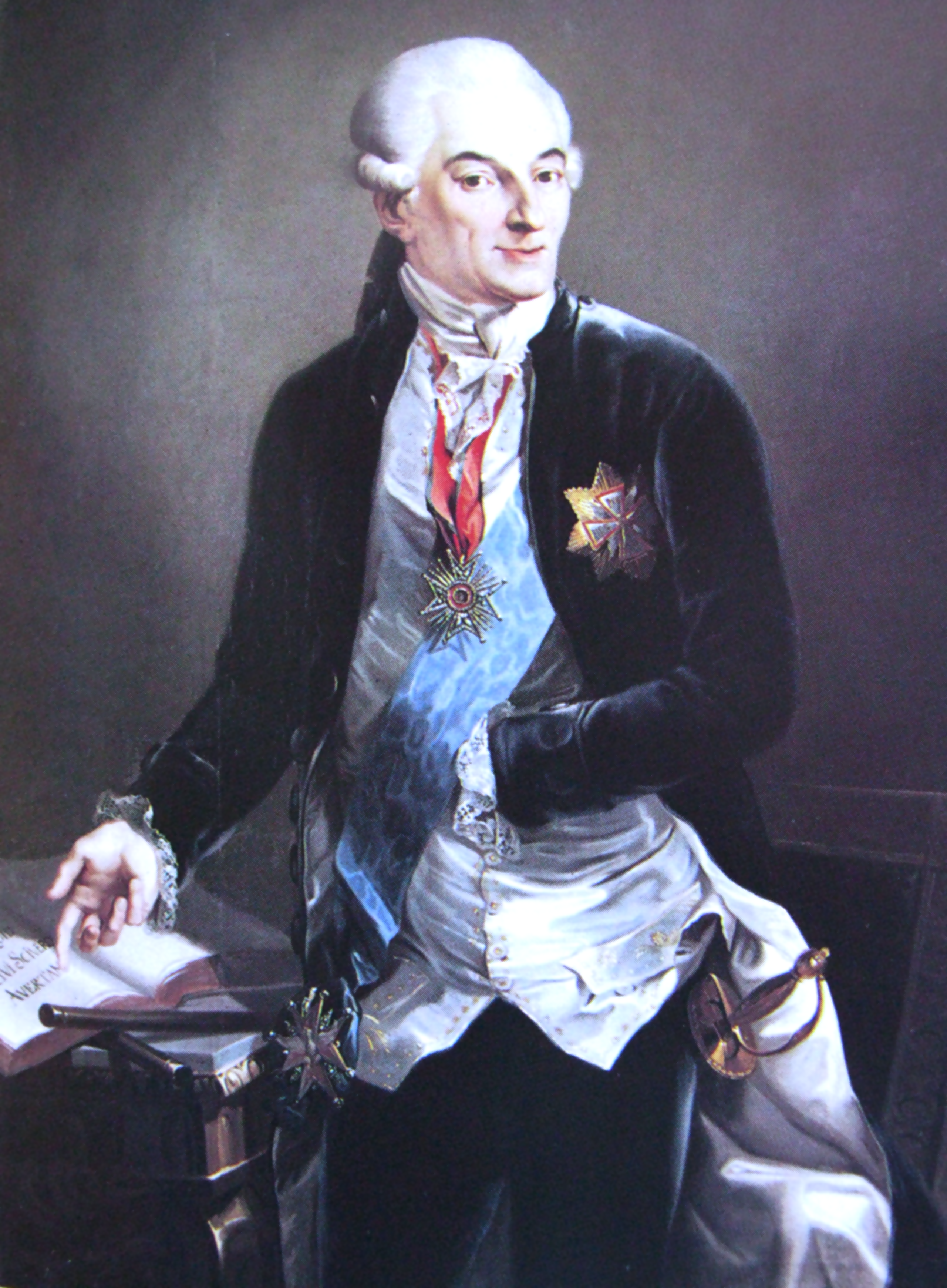
Antoni Barnaba Jabłonowski (1732–1799)